# Xã Prairie View, Quận Phillips, Kansas
Xã Prairie View (tiếng Anh: Prairie View Township) là một xã thuộc quận Phillips, tiểu bang Kansas, Hoa Kỳ. Năm 2010, dân số của xã này là 200 người.